# Campeonato Argentino de Mayores 2015
El Campeonato Argentino de Mayores de 2015 (por motivo de patrocinio Copa Personal) fue la septuagésimo-primera edición del torneo de uniones regionales organizado por la Unión Argentina de Rugby. El torneo se llevó a cabo principalmente entre el 31 de octubre y el 5 de diciembre de 2015. La cuarta división del torneo, la Zona Desarrollo (Súper 9), se disputó con anterioridad  el 27 y 29 de marzo del mismo año.
A pedido de las uniones provinciales participantes y a través de la Comisión de Uniones de la Unión Argentina de Rugby se decidió que a partir de esta temporada se cambie la estructura de competición del torneo: la Zona Ascenso, anteriormente compuesta por diez equipos, se dividió en una Zona Ascenso A y una Zona Ascenso B de seis equipos cada una, al igual que la Zona Campeonato. De esta manera se alineo el sistema de competición en los primeros tres niveles del torneo.
Uruguay XV, el seleccionado alternativo de la Unión de Rugby del Uruguay, fue invitado a participar del torneo en la Zona Ascenso B. Si bien equipos sudamericanos invitados habían participado regularmente de los campeonato juveniles, de clubes y seven de la UAR, este fue el primer equipo internacional en participar del torneo desde la participación de Montevideo Cricket Club en 1948.
El campeón de esta edición fue el seleccionado de la Unión de Rugby de Buenos Aires, que consiguió su trigésimo quinto título y el primero desde 2008. Las Águilas se consagraron a falta de una fecha, derrotando al seleccionado de la Unión de Rugby de Tucumán con punto bonus en la cancha de Hindú. El seleccionado porteño fue capitaneado por Tomás de la Vega y contó con jugadores como Francisco Ferronato, Facundo Bosch, Leandro Assi, Lautaro Bávaro, Juan Cruz González, Juan Cappiello y Pedro Mercerat, entre otros.

## Equipos participantes
Durante esta edición, los equipos fueron divididos en cuatro niveles: seis equipos en la Zona Campeonato, seis equipos en la Zona Ascenso A, seis equipos en la Zona Ascenso B y ocho equipos en la Zona Desarrollo (Súper 9). 
| División                            | Equipo              | Unión                                                |
| ----------------------------------- | ------------------- | ---------------------------------------------------- |
| Zona Campeonato 6 equipos           | Buenos Aires        | Unión de Rugby de Buenos Aires                       |
| Zona Campeonato 6 equipos           | Córdoba             | Unión Cordobesa de Rugby                             |
| Zona Campeonato 6 equipos           | Cuyo                | Unión de Rugby de Cuyo                               |
| Zona Campeonato 6 equipos           | Rosario             | Unión de Rugby de Rosario                            |
| Zona Campeonato 6 equipos           | Salta               | Unión de Rugby de Salta                              |
| Zona Campeonato 6 equipos           | Tucumán             | Unión de Rugby de Tucumán                            |
| Zona Ascenso A 6 equipos            | Alto Valle          | Unión de Rugby del Alto Valle de Río Negro y Neuquén |
| Zona Ascenso A 6 equipos            | Entre Ríos          | Unión Entrerriana de Rugby                           |
| Zona Ascenso A 6 equipos            | Mar del Plata       | Unión de Rugby de Mar del Plata                      |
| Zona Ascenso A 6 equipos            | Nordeste            | Unión de Rugby del Nordeste                          |
| Zona Ascenso A 6 equipos            | Santa Fe            | Unión Santafesina de Rugby                           |
| Zona Ascenso A 6 equipos            | Santiago del Estero | Unión Santiagueña de Rugby                           |
| Zona Ascenso B 6 equipos            | Chubut              | Unión de Rugby del Valle del Chubut                  |
| Zona Ascenso B 6 equipos            | Lagos del Sur       | Unión de Rugby de los Lagos del Sur                  |
| Zona Ascenso B 6 equipos            | Oeste               | Unión de Rugby del Oeste de Buenos Aires             |
| Zona Ascenso B 6 equipos            | San Juan            | Unión Sanjuanina de Rugby                            |
| Zona Ascenso B 6 equipos            | Sur                 | Unión de Rugby del Sur                               |
| Zona Ascenso B 6 equipos            | Uruguay XV          | Unión de Rugby del Uruguay                           |
| Súper 9 (Zona Desarrollo) 8 equipos | Andina              | Unión Andina de Rugby                                |
| Súper 9 (Zona Desarrollo) 8 equipos | Austral             | Unión de Rugby Austral                               |
| Súper 9 (Zona Desarrollo) 8 equipos | Chubut              | Unión de Rugby del Valle del Chubut                  |
| Súper 9 (Zona Desarrollo) 8 equipos | Formosa             | Unión de Rugby de Formosa                            |
| Súper 9 (Zona Desarrollo) 8 equipos | Jujuy               | Unión Jujeña de Rugby                                |
| Súper 9 (Zona Desarrollo) 8 equipos | Misiones            | Unión de Rugby de Misiones                           |
| Súper 9 (Zona Desarrollo) 8 equipos | San Luis            | Unión de Rugby San Luis                              |
| Súper 9 (Zona Desarrollo) 8 equipos | Tierra del Fuego    | Unión de Rugby de Tierra del Fuego                   |

### Cambio de estructura
Durante esta temporada, la Zona Ascenso (de diez equipos) se dividió en una Zona Ascenso A y una Zona Ascenso B de seis equipos cada una. Los equipos fueron distribuidos de acuerdo a su clasificación final durante la temporada anterior.
| Equipo              | Clasificación                         |
| ------------------- | ------------------------------------- |
| Alto Valle          | Descendido de la Zona Campeonato 2014 |
| Santa Fe            | 2.° de la Zona Ascenso                |
| Santiago del Estero | 3.° de la Zona Ascenso                |
| Entre Ríos          | 4.° de la Zona Ascenso                |
| Mar del Plata       | 5.° de la Zona Ascenso                |
| Nordeste            | 6.° de la Zona Ascenso                |

| Equipo        | Clasificación                       |
| ------------- | ----------------------------------- |
| San Juan      | 7.° de la Zona Ascenso              |
| Sur           | 8.° de la Zona Ascenso              |
| Lagos del Sur | 9.° de la Zona Ascenso              |
| Oeste         | Ascendido del Súper 9 2014          |
| Chubut        | Invitado (campeón del Súper 9 2015) |
| Uruguay XV    | Invitado                            |

La Unión de Rugby del Valle del Chubut ganó la Zona Desarrollo (Súper 9) el 29 de marzo de 2015 y adquirió el derecho a participar de la Zona Ascenso en 2016. Sin embargo, al cambiarse el formato de competición en agosto del mismo año, la Unión Argentina de Rugby decidió que el ascenso de los Tehuelches se adelantaría para completar la nueva Zona Ascenso B de 2015 junto a Uruguay XV. Debido a esto, el seleccionado chubutense participó dos veces del torneo durante la misma temporada. 

## Formato
El torneo estuvo dividido en cuatro niveles: Zona Campeonato, Zona Ascenso A, Zona Ascenso B y Zona Desarrollo (Súper 9). Los primeros tres niveles estuvieron compuestos por seis equipos cada uno, mientras que la Zona Desarrollo contó con ocho equipos.
Zona Campeonato, Ascenso A y Ascenso B
Los tres primeros niveles del torneo (Campeonato, Ascenso A y Ascenso B) se disputaron bajo el mismo formato: los seis equipos se enfrentaron bajo el sistema de todos contra todos a una sola ronda en cinco fechas y alternando encuentros de local y visitante. Se otorgaron 4 puntos por partido ganado, 2 por partido empatado y 0 por partido perdido. Se otorgó 1 punto bonus ofensivo en el caso de marcar tres tries o más que el oponente y 1 punto bonus defensivo en el caso de perder por siete puntos de diferencia o menos. Al cabo de las cinco fechas, se determinan las clasificaciones finales.
- El equipo ganador de la Zona Campeonato se consagra campeón del torneo.
- El último de la Zona Campeonato disputa un partido con el ganador de la Zona Ascenso A por un lugar en la Zona Campeonato de la siguiente edición.[12]
- El último de la Zona Ascenso A disputa un partido con el ganador de la Zona Ascenso B por un lugar en la Zona Ascenso A de la siguiente edición.[13]
- El último de la Zona Ascenso B desciende de forma directa a la Zona Desarrollo (Súper 9) de la siguiente edición.[14]

Zona Desarrollo (Súper 9)
La Zona Desarrollo estuvo compuesta por ocho equipos y se disputó con anterioridad a los niveles superiores bajo el formato concentrado en una sede única. Los ocho equipos fueron divididos en dos zonas de cuatro equipos cada una que se resolvieron a través del sistema de todos contra todos a una sola ronda. Se otorgaron 4 puntos por partido ganado, 2 por partido empatado y 0 por partido perdido. Se otorgaron también 1 punto bonus ofensivo en el caso de marcar tres o más tries que el oponente y 1 punto bonus defensivo por perder por siete puntos de diferencia o menos. En la fase final, los ganadores de cada zona se enfrentan en una final por el campeonato y el ascenso a la división superior.
Debido al cambio de formato, el ganador de la Zona Desarrollo ascendió a la Zona Ascenso B de esta temporada en lugar de la Zona Ascenso de la siguiente temporada, como había sido originalmente estipulado. 

## Zona Campeonato
| Pos. | Equipo       | Encuentros | Encuentros | Encuentros | Encuentros | Tantos | Tantos | Tantos | Bonus | Bonus | Puntos |
| Pos. | Equipo       | PJ         | PG         | PE         | PP         | F      | C      | Dif    | BO    | BD    | Puntos |
| ---- | ------------ | ---------- | ---------- | ---------- | ---------- | ------ | ------ | ------ | ----- | ----- | ------ |
| 1.°  | Buenos Aires | 5          | 5          | 0          | 0          | 226    | 79     | 147    | 5     |       | 25     |
| 2.°  | Córdoba      | 5          | 4          | 0          | 1          | 170    | 140    | 30     | 2     |       | 14     |
| 3.°  | Tucumán      | 5          | 2          | 0          | 3          | 117    | 155    | -38    |       | 2     | 10     |
| 4.°  | Rosario      | 5          | 2          | 0          | 3          | 163    | 192    | -29    |       | 1     | 9      |
| 5.°  | Cuyo         | 5          | 1          | 0          | 4          | 96     | 154    | -58    |       | 2     | 6      |
| 6.°  | Salta        | 5          | 1          | 0          | 4          | 115    | 167    | -52    |       | 2     | 6      |

|  | Campeón                                                   |
|  | Juega por la permanencia con ganador de la Zona Ascenso A |

Primera fecha
| 31 de octubre | Córdoba | 13 - 46 | Buenos Aires | Club La Tablada, Córdoba                 |                                          |
|               |         | Reporte |              | Árbitro(s): Santiago Altobelli (Tucumán) | Árbitro(s): Santiago Altobelli (Tucumán) |

| 31 de octubre | Tucumán | 11 - 6  | Cuyo | La Caldera del Parque, Tucumán Lawn Tennis, Tucumán |                                             |
|               |         | Reporte |      | Árbitro(s): Federico Anselmi (Buenos Aires)         | Árbitro(s): Federico Anselmi (Buenos Aires) |

| 31 de octubre | Rosario | 27 - 33 | Salta | Duendes Rugby Club, Rosario      |                                  |
|               |         | Reporte |       | Árbitro(s): Jason Mola (Córdoba) | Árbitro(s): Jason Mola (Córdoba) |

Segunda fecha
| 7 de noviembre | Córdoba | 53 - 30 | Rosario | Club La Tablada, Córdoba                    |                                             |
|                |         | Reporte |         | Árbitro(s): Federico Anselmi (Buenos Aires) | Árbitro(s): Federico Anselmi (Buenos Aires) |

| 7 de noviembre | Salta | 22 - 27 | Tucumán | Jockey Club, Salta                         |                                            |
|                |       | Reporte |         | Árbitro(s): Federico Cuesta (Buenos Aires) | Árbitro(s): Federico Cuesta (Buenos Aires) |

| 7 de noviembre | Cuyo | 11 - 45 | Buenos Aires | Los Tordos RC, Guaymallén          |                                    |
|                |      | Reporte |              | Árbitro(s): Mauro Rivera (Rosario) | Árbitro(s): Mauro Rivera (Rosario) |

Tercera fecha
| 14 de noviembre | Cuyo | 30 - 31 | Córdoba | Los Tordos RC, Guaymallén            |                                      |
|                 |      | Reporte |         | Árbitro(s): Juan Sylvestre (Rosario) | Árbitro(s): Juan Sylvestre (Rosario) |

| 14 de noviembre | Buenos Aires | 35 - 19 | Salta | Hindú Club, Don Torcuato           |                                    |
|                 |              | Reporte |       | Árbitro(s): Claudio Antonio (Cuyo) | Árbitro(s): Claudio Antonio (Cuyo) |

| 14 de noviembre | Tucumán | 44 - 45 | Rosario | Tucumán Lawn Tennis, Tucumán           |                                        |
|                 |         | Reporte |         | Árbitro(s): Emilio Traverso (Santa Fe) | Árbitro(s): Emilio Traverso (Santa Fe) |

Cuarta fecha
| 21 de noviembre | Córdoba | 48 - 13 | Salta | Club La Tablada, Córdoba           |                                    |
|                 |         | Reporte |       | Árbitro(s): Mauro Rivera (Rosario) | Árbitro(s): Mauro Rivera (Rosario) |

| 21 de noviembre | Rosario | 39 - 19 | Cuyo | Jockey Club, Rosario                        |                                             |
|                 |         | Reporte |      | Árbitro(s): Federico Anselmi (Buenos Aires) | Árbitro(s): Federico Anselmi (Buenos Aires) |

| 21 de noviembre | Buenos Aires | 57 - 14 | Tucumán | Hindú Club, Don Torcuato             |                                      |
|                 |              | Reporte |         | Árbitro(s): Juan Sylvestre (Rosario) | Árbitro(s): Juan Sylvestre (Rosario) |

Quinta fecha
| 28 de noviembre | Tucumán | 21 - 25 | Córdoba | Tucumán Lawn Tennis, Tucumán         |                                      |
|                 |         | Reporte |         | Árbitro(s): Juan Sylvestre (Rosario) | Árbitro(s): Juan Sylvestre (Rosario) |

| 28 de noviembre | Rosario | 22 - 43 | Buenos Aires | Jockey Club, Rosario                     |                                          |
|                 |         | Reporte |              | Árbitro(s): Santiago Altobelli (Tucumán) | Árbitro(s): Santiago Altobelli (Tucumán) |

| 28 de noviembre | Salta | 28 - 30 | Cuyo | Jockey Club, Salta               |                                  |
|                 |       | Reporte |      | Árbitro(s): Jason Mola (Córdoba) | Árbitro(s): Jason Mola (Córdoba) |

|                         |
| Buenos Aires Campeón    |
| Trigésimo-quinto título |

## Zona Ascenso A
| Pos. | Equipo              | Encuentros | Encuentros | Encuentros | Encuentros | Tantos | Tantos | Tantos | Bonus | Bonus | Puntos |
| Pos. | Equipo              | PJ         | PG         | PE         | PP         | F      | C      | Dif    | BO    | BD    | Puntos |
| ---- | ------------------- | ---------- | ---------- | ---------- | ---------- | ------ | ------ | ------ | ----- | ----- | ------ |
| 1.°  | Santa Fe            | 5          | 5          | 0          | 0          | 142    | 91     | 51     | 1     |       | 21     |
| 2.°  | Entre Ríos          | 5          | 3          | 0          | 2          | 130    | 117    | 0      |       | 1     | 13     |
| 3.°  | Mar del Plata       | 5          | 2          | 0          | 3          | 107    | 99     | 8      |       | 3     | 11     |
| 4.°  | Nordeste            | 5          | 2          | 0          | 3          | 127    | 137    | -10    | 1     | 2     | 11     |
| 5.°  | Alto Valle          | 5          | 2          | 0          | 3          | 89     | 106    | -17    | 1     | 1     | 10     |
| 6.°  | Santiago del Estero | 5          | 1          | 0          | 4          | 131    | 176    | -45    |       | 1     | 5      |

|  | Juega por el ascenso contra el último de la Zona Campeonato |
|  | Juega por la permanencia con ganador de la Zona Ascenso B   |

Primera fecha
| 31 de octubre | Santa Fe | 18 - 16 | Entre Ríos | Universitario SF, Santa Fe         |                                    |
|               |          | Reporte |            | Árbitro(s): Mauro Rivera (Rosario) | Árbitro(s): Mauro Rivera (Rosario) |

| 31 de octubre | Alto Valle | 20 - 19 | Nordeste | Roca Rugby Club, General Roca      |                                    |
|               |            | Reporte |          | Árbitro(s): Claudio Antonio (Cuyo) | Árbitro(s): Claudio Antonio (Cuyo) |

| 31 de octubre | Santiago del Estero | 29 - 31 | Mar del Plata | Santiago Lawn Tennis, Santiago del Estero |                                        |
|               |                     | Reporte |               | Árbitro(s): Emilio Traverso (Santa Fe)    | Árbitro(s): Emilio Traverso (Santa Fe) |

Segunda fecha
| 7 de noviembre | Santa Fe | 39 - 28 | Santiago del Estero | Santa Fe Rugby Club, Santa Fe    |                                  |
|                |          | Reporte |                     | Árbitro(s): Jason Mola (Córdoba) | Árbitro(s): Jason Mola (Córdoba) |

| 7 de noviembre | Mar del Plata | 21 - 3  | Alto Valle | Universitario MDP, Mar del Plata         |                                          |
|                |               | Reporte |            | Árbitro(s): Matías Fresia (Buenos Aires) | Árbitro(s): Matías Fresia (Buenos Aires) |

| 7 de noviembre | Nordeste | 44 - 20 | Entre Ríos | Club de Regatas, Resistencia             |                                          |
|                |          | Reporte |            | Árbitro(s): Santiago Altobelli (Tucumán) | Árbitro(s): Santiago Altobelli (Tucumán) |

Tercera fecha
| 14 de noviembre | Nordeste | 12 - 46 | Santa Fe | Taragüy Rugby Club, Corrientes   |                                  |
|                 |          | Reporte |          | Árbitro(s): Juan Gómez (Córdoba) | Árbitro(s): Juan Gómez (Córdoba) |

| 14 de noviembre | Entre Ríos | 30 - 23 | Mar del Plata | Paraná Rowing Club, Paraná             |                                        |
|                 |            | Reporte |               | Árbitro(s): Álvaro Del Barco (Tucumán) | Árbitro(s): Álvaro Del Barco (Tucumán) |

| 14 de noviembre | Alto Valle | 37 - 17 | Santiago del Estero | Marabunta Rugby Club, Cipolletti       |                                        |
|                 |            | Reporte |                     | Árbitro(s): Federico Fioravantti (Sur) | Árbitro(s): Federico Fioravantti (Sur) |

Cuarta fecha
| 21 de noviembre | Santa Fe | 19 - 16 | Mar del Plata | CRAI, Santa Fe                       |                                      |
|                 |          | Reporte |               | Árbitro(s): Diego Colussi (Nordeste) | Árbitro(s): Diego Colussi (Nordeste) |

| 21 de noviembre | Santiago del Estero | 35 - 34 | Nordeste | Old Lions RC, Santiago del Estero        |                                          |
|                 |                     | Reporte |          | Árbitro(s): Andrés Sutton (Buenos Aires) | Árbitro(s): Andrés Sutton (Buenos Aires) |

| 21 de noviembre | Entre Ríos | 29 - 10 | Alto Valle | CA Estudiantes, Paraná |  |
|                 |            | Reporte |            |                        |  |

Quinta fecha
| 28 de noviembre | Alto Valle | 19 - 20 | Santa Fe | Neuquén Rugby Club, Neuquén           |                                       |
|                 |            | Reporte |          | Árbitro(s): Federico Fioravanti (Sur) | Árbitro(s): Federico Fioravanti (Sur) |

| 28 de noviembre | Santiago del Estero | 22 - 35 | Entre Ríos | Santiago Lawn Tennis, Santiago del Estero |                                      |
|                 |                     | Reporte |            | Árbitro(s): Sebastián Colman (Salta)      | Árbitro(s): Sebastián Colman (Salta) |

| 28 de noviembre | Mar del Plata | 16 - 18 | Nordeste | Pueyrredón Rugby Club, Mar del Plata |                                      |
|                 |               | Reporte |          | Árbitro(s): Joaquín Montes (Uruguay) | Árbitro(s): Joaquín Montes (Uruguay) |

| Bandera de la Provincia de Santa Fe |
| Santa Fe Ganador                    |
| Zona Ascenso A                      |

### Clasificación a Zona Campeonato
La Unión de Rugby de Salta derrotó de local a la Unión Santafesina de Rugby, por lo que ambos equipos permanecieron en su respectivas categorías. 
| 5 de diciembre | Salta | 21 - 20 | Santa Fe | Jockey Club, Salta                 |                                    |
|                |       | Reporte |          | Árbitro(s): Claudio Antonio (Cuyo) | Árbitro(s): Claudio Antonio (Cuyo) |

## Zona Ascenso B
| Pos. | Equipo        | Encuentros | Encuentros | Encuentros | Encuentros | Tantos | Tantos | Tantos | Bonus | Bonus | Puntos |
| Pos. | Equipo        | PJ         | PG         | PE         | PP         | F      | C      | Dif    | BO    | BD    | Puntos |
| ---- | ------------- | ---------- | ---------- | ---------- | ---------- | ------ | ------ | ------ | ----- | ----- | ------ |
| 1.°  | Sur           | 5          | 5          | 0          | 0          | 170    | 98     | 78     | 1     |       | 21     |
| 2.°  | Uruguay XV    | 5          | 4          | 0          | 1          | 187    | 78     | 109    | 3     | 1     | 20     |
| 3.°  | Oeste         | 5          | 3          | 0          | 2          | 136    | 98     | 38     |       | 1     | 13     |
| 4.°  | San Juan      | 5          | 2          | 0          | 3          | 102    | 135    | -33    | 1     |       | 9      |
| 5.°  | Chubut        | 5          | 1          | 0          | 4          | 119    | 152    | -33    | 1     | 2     | 7      |
| 6.°  | Lagos del Sur | 5          | 0          | 0          | 5          | 50     | 203    | -153   |       |       | 0      |

|  | Juega por el ascenso contra el último de la Zona Ascenso A |
|  | Desciende a la Zona Desarrollo (Súper 9) 2016              |

Primera fecha
| 31 de octubre | Sur | 29 - 26 | Oeste | Sociedad Sportiva, Bahía Blanca |  |
|               |     | Reporte |       |                                 |  |

| 31 de octubre | San Juan | 28 - 22 | Chubut | UNSJ, San Juan |  |
|               |          | Reporte |        |                |  |

| 31 de octubre | Lagos del Sur | 12 - 35 | Uruguay XV | Club Los Pehuenes, Bariloche |  |
|               |               | Reporte |            |                              |  |

Segunda fecha
| 7 de noviembre | Sur | 48 - 10 | Lagos del Sur | Sociedad Sportiva, Bahía Blanca          |                                          |
|                |     | Reporte |               | Árbitro(s): Sebastián Cárdenas (Austral) | Árbitro(s): Sebastián Cárdenas (Austral) |

| 7 de noviembre | Uruguay XV | 40 - 3  | San Juan | Carrasco Polo Club, Montevideo        |                                       |
|                |            | Reporte |          | Árbitro(s): Federico Fioravanti (Sur) | Árbitro(s): Federico Fioravanti (Sur) |

| 7 de noviembre | Chubut | 13 - 17 | Oeste | Bigornia Club, Rawson                  |                                        |
|                |        | Reporte |       | Árbitro(s): Ramiro García Gamero (Sur) | Árbitro(s): Ramiro García Gamero (Sur) |

Tercera fecha
| 14 de noviembre | Oeste | 17 - 30 | Uruguay XV | Club Los Miuras, Junín                 |                                        |
|                 |       | Reporte |            | Árbitro(s): Ramiro García Gamero (Sur) | Árbitro(s): Ramiro García Gamero (Sur) |

| 14 de noviembre | Chubut | 24 - 34 | Sur | Patoruzú Rugby Club, Trelew |  |
|                 |        | Reporte |     |                             |  |

| 14 de noviembre | San Juan | 33 - 11 | Lagos del Sur | UNSJ, San Juan |  |
|                 |          | Reporte |               |                |  |

Cuarta fecha
| 21 de noviembre | Sur | 24 - 19 | Uruguay XV | Sociedad Sportiva, Bahía Blanca  |                                  |
|                 |     | Reporte |            | Árbitro(s): Juan Gómez (Córdoba) | Árbitro(s): Juan Gómez (Córdoba) |

| 21 de noviembre | Lagos del Sur | 10 - 38 | Chubut | Club Los Pehuenes, Bariloche          |                                       |
|                 |               | Reporte |        | Árbitro(s): Víctor Riera (Alto Valle) | Árbitro(s): Víctor Riera (Alto Valle) |

| 21 de noviembre | Oeste | 27 - 19 | San Juan | SORUC, Chacabuco                           |                                            |
|                 |       | Reporte |          | Árbitro(s): Pablo Casellas (Mar del Plata) | Árbitro(s): Pablo Casellas (Mar del Plata) |

Quinta fecha
| 28 de noviembre | San Juan | 19 - 35 | Sur | UNSJ, San Juan                         |                                        |
|                 |          | Reporte |     | Árbitro(s): Álvaro Del Barco (Tucumán) | Árbitro(s): Álvaro Del Barco (Tucumán) |

| 28 de noviembre | Lagos del Sur | 7 - 49  | Oeste | Club Los Pehuenes, Bariloche             |                                          |
|                 |               | Reporte |       | Árbitro(s): Sebastián Cárdenas (Austral) | Árbitro(s): Sebastián Cárdenas (Austral) |

| 28 de noviembre | Uruguay XV | 63 - 22 | Chubut | Paysandú Golf Club, Paysandú             |                                          |
|                 |            | Reporte |        | Árbitro(s): Esteban Filipanics (Córdoba) | Árbitro(s): Esteban Filipanics (Córdoba) |

|                |
| Sur Ganador    |
| Zona Ascenso B |

### Clasificación a Zona Ascenso A
La Unión de Rugby del Sur ganó el partido por el ascenso y reemplazó a la Unión Santiagueña de Rugby en la Zona Ascenso A de la siguiente temporada
| 5 de diciembre | Santiago del Estero | 13 - 33 | Sur | Old Lions RC, Santiago del Estero  |                                    |
|                |                     | Reporte |     | Árbitro(s): Mauro Rivera (Rosario) | Árbitro(s): Mauro Rivera (Rosario) |

## Zona Desarrollo (Súper 9)
La Zona Desarrollo (Súper 9) de mayores fue ganado por la Unión de Rugby del Valle del Chubut, consiguiendo su primer Súper 9 al derrotar 12-0 en la final a la Unión Andina de Rugby. Debido al cambio de formato, el ascenso de Chubut se adelantó a la Zona Ascenso B de esta misma temporada.
| Pos. | Equipos  | Partidos | Partidos | Partidos | Tantos | Tantos | Tantos | Pts. |
| Pos. | Equipos  | G        | E        | P        | PF     | PC     | DP     | Pts. |
| ---- | -------- | -------- | -------- | -------- | ------ | ------ | ------ | ---- |
| 1.°  | Chubut   | 3        | 0        | 0        | 32     | 13     | +19    | 12   |
| 2.°  | Austral  | 2        | 0        | 1        | 47     | 9      | +38    |      |
| 3.°  | Formosa  | 1        | 0        | 2        | 16     | 42     | -26    | 4    |
| 4.°  | Misiones | 0        | 0        | 3        | 19     | 50     | -31    | 1    |

| Pos. | Equipos          | Partidos | Partidos | Partidos | Tantos | Tantos | Tantos | Pts. |
| Pos. | Equipos          | G        | E        | P        | PF     | PC     | DP     | Pts. |
| ---- | ---------------- | -------- | -------- | -------- | ------ | ------ | ------ | ---- |
| 1.°  | Andina           | 3        | 0        | 0        | 43     | 17     | +26    |      |
| 2.°  | Tierra del Fuego | 2        | 0        | 1        | 86     | 21     | +65    | 10   |
| 3.°  | San Luis         | 1        | 0        | 2        | 42     | 46     | -4     |      |
| 4.°  | Jujuy            | 0        | 0        | 3        | 14     | 101    | -87    | 0    |

Final
| 29 de marzo | Chubut | 12 - 0                  | Andina | EGPC, Estancia Grande |  |
|             |        | Reporte p.44-46 Reporte |        |                       |  |

| Bandera de la Provincia del Chubut |
| Chubut Campeón Súper 9             |
| Primer título                      |